# خاتون

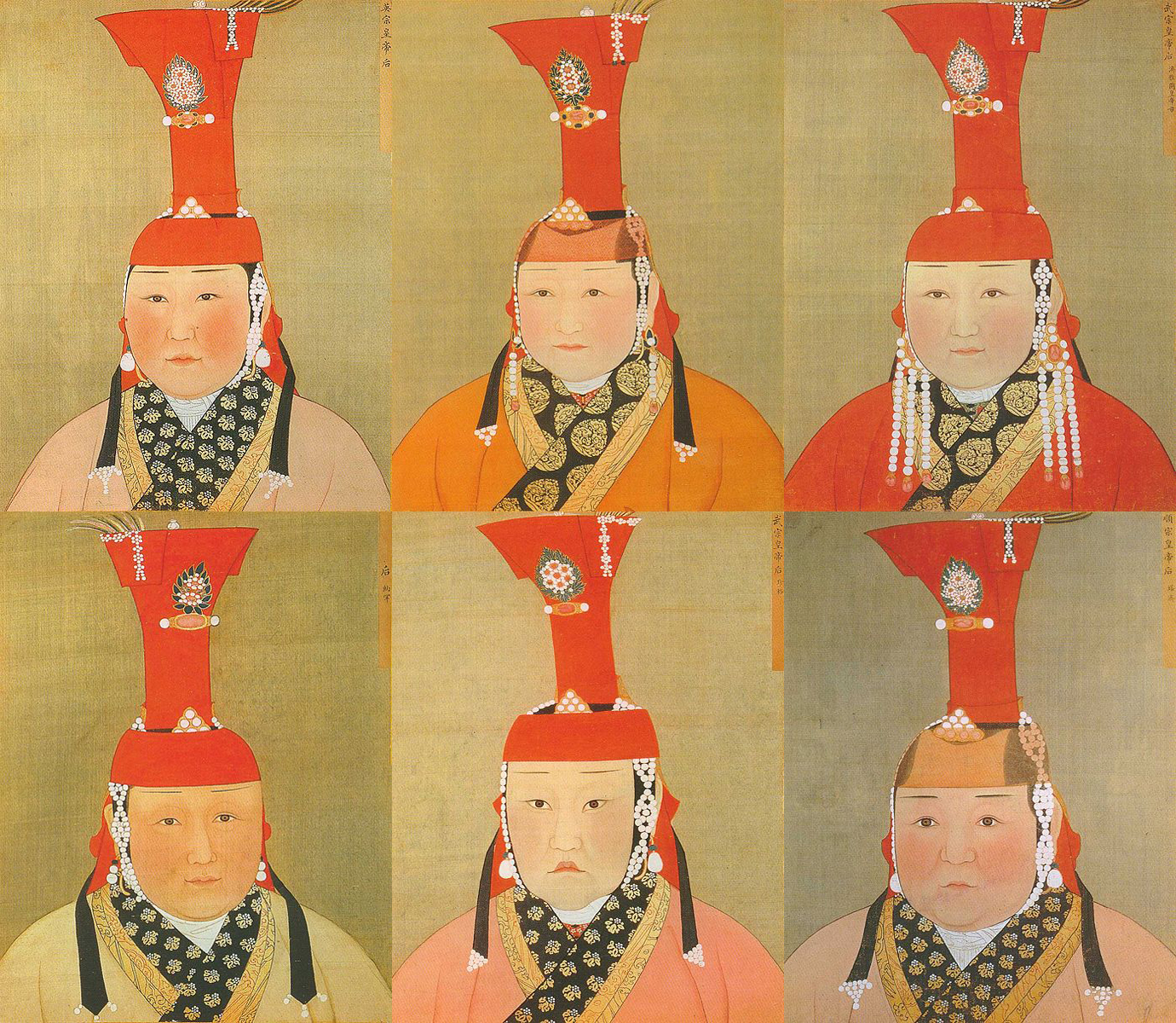

خاتون هو لقب للسيدة عريقة النسب والسيدة المهذبة ويطلق على سيدات المجتمع من الطبقة الراقية في بعض البلدان الإسلامية، وهي كلمة تركية انتقلت إلى عدة لغات لعدد من الشعوب الإسلامية وفي مقدمتها العربية والفارسية والأردية. وكثيراً ما كانت تطلق على زوجة الخليفة أو السلطان وأمه وباقي الأميرات وكذلك على زوجات الوزراء والأعيان والبشوات.
أصل تسمية خاتون من تأنيث كلمة «خاقان - تون» والذي يعني الملك أو السلطان ويكون بذلك معنى خاتون السيدة أو المعظمة أو السلطانة. ظهر هذا اللقب في العالم العربي في العهد العباسي في بغداد إثر احتكاك العرب بالترك، وممّن تسمى بهذا الاسم زبيدة خاتون زوجة الخليفة هارون الرشيد وخاتون بنت بهاء الدين. يجمع على «خواتين».
ما زالت كلمة خاتون تُستعمل في العراق، ويرادفها لقب هانم عند المصرين وخانم عند الشاميين.